# Patrícia Oliveira Morais
Patrícia Oliveira Morais (1979) es una bióloga, botánica, pteridóloga, curadora y profesora brasileña.

## Biografía
En 2001, obtuvo la licenciatura en Ciencias Biológicas por la Universidad Federal de Minas Gerais, defendiendo la tesis Levantamento das espécies arbustiva-arbóreas do Parque Municipal Fazenda Lagoa do Nado, con la supervisión del Dr. Julio Antonio Lombardi (1961), siendo becaria del Consejo Nacional de Desenvolvimiento Científico y Tecnológico, CNPq, Brasil.
Es autora en la identificación y nombramiento de nuevas especies para la ciencia, a abril de 2015, posee cinco nuevos registros de especies, especialmente de las familias Dryopteridaceae (género Ctenitis); y, de Myrtaceae (Blepharocalyx, y Eugenia) (véase más abajo el vínculo a IPNI).

## Algunas publicaciones
- MORAIS, P. O.; LOMBARDI, J. A. 2005. A Família Myrtaceae na Reserva Particular do Patrimônio Natural da Serra do Caraça, Catas Altas, Minas Gerais, Brasil. Lundiana (UFMG) 7: 3-32

- LOMBARDI, J. A.; MORAIS, P. O. 2003. Levantamento Florístico das Plantas Empregadas na Arborização do Campus da Universidade Federal de Minas Gerais. Lundiana (UFMG) 4: 83-88

- SALINO, A.; MORAIS, P. O. 2002. New combinations in the tropical American Ctenitis (Tectariaceae). American Fern Journal, Vienna, VA, EUA 93 (1): 32-35

## En Congresos
- SALINO, A.; MORAIS, P. O. 2001. O gênero Ctenitis (C.Chr.) C.Chr. (Tectariaceae) no Brasil. In: Livro de Resumos 23º Encontro Regional de Botânicos, Viçosa. Sociedade Botânica do Brasil - Seção Regional MG, BA, ES, v. 1

- SALINO, A.; MORAIS, P. O.; MAYRINK, M. N. S. 1999. Estudos taxonômicos do genero Ctenitis (C.Chr.) C.Chr. (Tectariaceae-Polypodiopsida) no Brasil. In: Livro de Resumos 50.º Congresso Nacional de Botânica, Blumenau. Sociedade Botânica do Brasil, v. 1. p. 95

## Membresías
- Sociedad Botánica de Brasil[3]

- Portal:Biografías. Contenido relacionado con Botánica.
- Portal:Biología. Contenido relacionado con Taxonomía.